# Dance
 Denne artikel omhandler en musikgenre. For andre betydninger af Dance, se Dance (flertydig). (Se også artikler, som begynder med Dance)
Dance betyder direkte oversat fra engelsk "dans", og er det overordnede navnet på en genre af dansemusik, som består næsten udelukkende af musik lavet af elektroniske instrumenter som synthesizere og samplere.
Dance-stilarter omfatter House, trance, eurodance og techno med alle dens sub genrer. Dance kan opsummeres med, at musikken har stor fokus på bassen i stortrommen, og tempoet ofte er mellem 125 og 140 BPM, 4/4. Man kalder populært denne rytme for "fire til gulvet" (populært oversat direkte fra det engelske slang udtryk four to the floor), som kort og kontant betyder at storetrommen slåes án på hvert taktslag.
| Musik | Spire Denne musikartikel er en spire som bør udbygges. Du er velkommen til at hjælpe Wikipedia ved at udvide den. |